# Protogygia lagena
Protogygia lagena là một loài bướm đêm trong họ Noctuidae.